# 中華人民共和国元帥

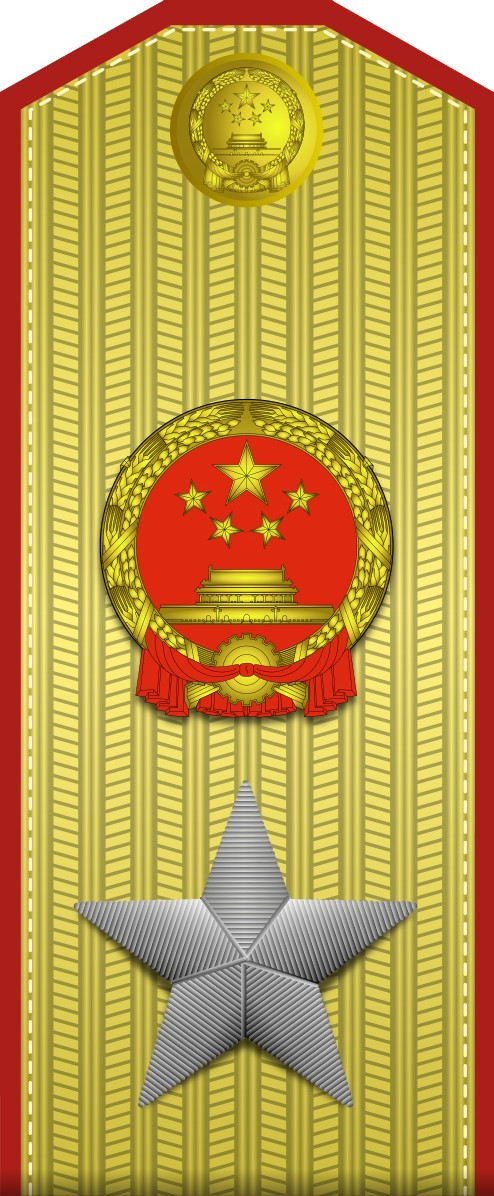
階級章（肩章）

中華人民共和国元帥（ちゅうかじんみんきょうわこくげんすい）は、中国人民解放軍の階級の一。1955年から1965年までの間、中華人民共和国大元帥の下、大将の上に置かれた。中華人民共和国の建国後、日中戦争および国共内戦において多大な貢献をなした中国共産党の軍事指導者に授与された。
階級章（肩章）は、金地に銀色の大きな五角星1個と、その上に国章を配したもので、ソ連邦元帥の階級章に影響を受けている。

## 概要
共和国元帥の階級は1955年2月8日、第1期全国人民代表大会常務委員会第6回会議において「中国人民解放軍将校服務条例」が可決され、解放軍に階級制度が導入された際に設けられた。同条例では「人民の武装力を建設・領導し、あるいは戦時軍団の作戦を領導し、卓越した勲功を立てた高級将官に授与する」（第9条）と規定され、また「全国人民代表大会常務委員会の决定を経て、中華人民共和国主席命令により授予される」（第18条5項）とされた。
同年9月23日、第1期全人代常務委員会第22回会議の決定により、10名の軍人が同時に任官した。9月27日には、北京中南海懐仁堂において授与式典が挙行され、毛沢東国家主席から元帥階級と勲章が授与された。
しかし、文化大革命直前の1965年5月、遊撃戦争を主体とする毛沢東軍事路線への転換により、階級制度は廃止された。その後1988年に階級制度が復活するが、元帥の階級は設けられなかった。これは「平和な時期と戦争の時期とは異なる考慮がなされる」と説明され、元帥は戦時の階級とされたためであり、廃止されたまま現在にいたっている。一方で、旧条例では「軍の階級は終身の称号」（第22条）との規定があり、また新階級制度の採択に際して旧制度で授与された階級が再確認されている。

## 十大元帥
1955年、次の10名が同時に任官し、彼らは合わせて十大元帥と呼ばれる。全員、一級八一勲章、一級独立自由勲章および一級解放勲章を受勲している。朱徳と林彪と(劉伯承)と賀竜と陳毅と(葉剣英)は1927年8月の南昌起義参加者であり、()以外は「井崗山同志」である。羅栄桓は同年9月の秋収起義参加者で「井崗山同志」である。徐向前と聶栄臻は同年12月の広州起義参加者である。彭徳懐は1928年からの「井崗山同志」であり、当時の第五軍長として第四軍長朱徳と比肩していた。十名いずれも中華ソヴィエト共和国に参画している。
| 序列 | 姓名   | 肖像 | 生年月日                      | 受任年齢 | 没年月日                               | 没年齢 | 建国後の主な役職 |
| ---- | ------ | ---- | ----------------------------- | -------- | -------------------------------------- | ------ | --- |
| 1    | 朱徳   |      | 1886年12月1日 清四川省儀隴県  | 69歳     | 1976年7月6日 中国北京市                | 89歳   | 中国人民解放軍総司令 国家副主席、国防委員会副主席 全国人民代表大会常務委員長 中国共産党中央委員会副主席・中央政治局常務委員                                              |
| 2    | 彭徳懐 |      | 1898年10月24日 清湖南省湘潭県 | 57歳     | 1974年11月29日 中国北京市              | 76歳   | 国務院副総理、国防部部長、国防委員会副主席 中国共産党中央政治局委員、党中央軍事委員会委員                                                                                |
| 3    | 林彪   |      | 1907年12月5日 清湖北省黄岡県  | 48歳     | 1971年9月13日 モンゴルウンドゥルハーン | 63歳   | 国務院副総理、国防委員会副主席、国防部長 中国共産党中央委員会副主席・中央政治局常務委員、党中央軍事委員会第一副主席                                                      |
| 4    | 劉伯承 |      | 1892年12月4日 清四川省開県    | 63歳     | 1986年10月7日 中国北京市               | 93歳   | 国防委員会副主席、全国人民代表大会常務副委員長 中国共産党中央政治局委員、党中央軍事委員会副主席                                                                          |
| 5    | 賀竜   |      | 1896年3月22日 清湖南省桑植県  | 59歳     | 1969年6月9日 中国北京市                | 73歳   | 国務院副総理、国防委員会副主席、国家体育運動委員会主任 中国共産党中央政治局委員、党中央軍事委員会副主席                                                                  |
| 6    | 陳毅   |      | 1901年8月26日 清四川省楽至県  | 54歳     | 1972年1月6日 中国北京市                | 70歳   | 国務院副総理、国防委員会副主席、外交部部長 中国共産党中央政治局委員、党中央軍事委員会副主席                                                                              |
| 7    | 羅栄桓 |      | 1902年11月26日 清湖南省衡山県 | 53歳     | 1963年12月16日 中国北京市              | 61歳   | 国防委員会副主席、全国人民代表大会常務副委員長 中国共産党中央政治局委員、党中央軍事委員会委員                                                                            |
| 8    | 徐向前 |      | 1901年11月8日 清山西省五台県  | 54歳     | 1990年9月21日 中国北京市               | 88歳   | 中国人民解放軍総参謀長 国防委員会副主席、全国人民代表大会常務副委員長 国務院副総理、国防部部長 国家中央軍事委員会副主席 中国共産党中央政治局委員、党中央軍事委員会副主席 |
| 9    | 聶栄臻 |      | 1899年12月29日 清四川省江津県 | 56歳     | 1992年5月14日 中国北京市               | 92歳   | 国防委員会副主席 国務院副総理、国務院科学技術委員会主任 全国人民代表大会常務副委員長 国家中央軍事委員会副主席 中国共産党中央政治局委員、党中央軍事委員会副主席           |
| 10   | 葉剣英 |      | 1897年4月28日 清広東省梅県    | 58歳     | 1986年10月22日 中国北京市              | 89歳   | 国防委員会副主席 国防部部長 全国人民代表大会常務委員長 国家中央軍事委員会副主席 中国共産党中央委員会副主席・中央政治局常務委員、党中央軍事委員会副主席                   |

## 五大元帥
岩波新書『中国近現代史』によると、「五大元帥」というものが存在する。この書物によると、その1人は聶栄臻とされているが、他の4人が誰であるかは不明である。